# Вильгельм Бранденбургский
Вильгельм Бранденбургский (нем. Wilhelm von Brandenburg; 30 июня 1498, Ансбах — 4 февраля 1563, Рига) — архиепископ Рижский в 1539—1561 годах.

## Биография
Вильгельм — сын маркграфа Фридриха I Бранденбург-Ансбахского Гогенцоллерн и внук курфюрста Альбрехта III Бранденбургского и короля Польши Казимира IV. Как и его брату Альбрехту, Вильгельму семья предназначила монашескую стезю, и с 1516 года он обучался в университете Ингольштадта. В 1529 году архиепископ Рижский Томас Шёнинг назначил Вильгельма на должность коадъютора. После смерти Шёнинга в 1539 году Вильгельм стал новым архиепископом вопреки противодействию Рижской думы, не желавшей видеть на этой кафедре Гогенцоллерна.
Из-за конфликта с горожанами архиепископ перенёс свою резиденцию из Риги в замок Роннебург.
В 1555 году Вильгельм назначил своим коадъютором лютеранина и епископа Ратцебургского Кристофа Мекленбургского.
Одним из результатов Ливонской войны стало упразднение власти князя-епископа и получение Ригой статуса вольного имперского города. Вильгельм умер два года спустя и похоронен в Домском соборе Риги.